# Doru Rădulescu
Doru Rădulescu (Oradea, 9 giugno 1961 – 28 settembre 2022) è stato un cestista rumeno.

## Carriera
Con la Romania ha disputato i Campionati europei del 1985.